# Myotis rufopictus
Myotis rufopictus är en fladdermus i familjen läderlappar som förekommer i Filippinerna. Taxonet listades tidigare som underart till Myotis formosus och sedan 2014 godkänns det som art.
Individerna når en absolut längd av 114 till 120 mm, inklusive en 44 till 53 mm lång svans samt en vikt upp till 17 g. De har 49 till 55 mm långa underarmar, 11 till 14 mm långa bakfötter och 19 till 22 mm stora öron. Pälsfärgen på ovansidan kan variera mellan intensiv orange och orangebrun. På undersidan förekommer ljusare päls i samma färg. De svartaktiga vingarna står i kontrast till pälsen och de orangebruna armar och fingrar. Svansflyghuden och flygmembranen nära kroppen kan vara orange. Den broskiga fliken i örat (tragus) är lång med en avrundad topp.
Myotis rufopictus har flera från varandra skilda populationer på västra, norra och centrala Filippinerna. Den lever i låglandet och i bergstrakter upp till 1450 meter över havet. Habitatet utgörs av olika slags skogar och dessutom besöks jordbruksmark nära skogar. Individerna hittades inte i grottor men deras viloplatser är inte kända.
Troligtvis påverkas beståndet av skogsavverkningar. IUCN listar arten med kunskapsbrist (DD).